# General Electric GE90
Il General Electric GE90 è una famiglia di motori turbofan sviluppati e prodotti, a partire dal 1990, da GE Aviation utilizzati sul Boeing 777. Nella sua versione -115B è il motore aeronautico più potente mai costruito, superato in grandezza solo dal suo successore, il GE9X.

## Storia

### Sviluppo
Lo sviluppo della famiglia GE90 è stato annunciato da General Electric Aircraft Engines il16 gennaio 1990 in collaborazione con la francese SNECMA, la giapponese IHI Corporation e l'italiana Avio Aero per fornire un propulsore al Boeing 777, il cui sviluppo era stato avviato l'anno precedente.
Il primo GE90 venne testato a terra il 3 aprile 1993 producendo una spinta pari a 468 kN, all'epoca il più alto valore ottenuto da un motore aeronautico. Il primo volo di un GE90 avvenne su un Boeing 747 nel dicembre dello stesso anno. L'entrata in servizio dei primi GE90, prevista nel terzo quadrimestre del 1995, venne posticipata a causa di alcuni difetti strutturali che coinvolgevano le palette della turbina di alta pressione e a causa della resistenza ai bird strike non rispondente ai requisiti. Questi inconvenienti hanno portato all'interdizione al volo dei motori nel giugno 1995 e hanno comportato un ritardo nella certificazione, che venne emessa dalla FAA il 2 febbraio 1995 e dalla EASA il 3 novembre dello stesso anno quando la procedura di certificazione è stata avviata, rispettivamente, il 16 dicembre 1991 e il 24 gennaio 1992. Inconvenienti minori riguardarono instabilità del flusso nel compressore e sfregamento delle estremità delle parti rotanti.
A partire dalla fine del 1998, in seguito ad un periodo caratterizzato da diversi inconvenienti tecnici e finanziari, General Electric sondò il mercato per valutare l'interesse nei confronti di una versione del GE90 in grado di produrre una spinta di 115 000 libbre forza per una versione più capiente e a maggiore autonomia del Boeing 777. Nel luglio 1999 Boeing scelse il GE90-115B come unico propulsore dei nuovi Boeing 777-300ER e 777-200LR a discapito di Pratt & Whitney e Rolls-Royce, che avevano ottenuto maggiore successo sulle versioni del 777 già in produzione. Lo sviluppo del GE90-115B e delle sue versioni depotenziate -110B1 e -113B, caratterizzate da nuove turbomacchine e rapporto di bypass maggiore, venne avviato nel 2000. Il primo GE90-115B è stato testato il 16 novembre 2001 ed ha stabilito un nuovo record di spinta, pari a 535 kN.

### Impiego operativo
I primi Boeing 777 con due GE90 come propulsori sono stati ordinati da British Airways nell'agosto 1991 e il primo di questi aerei è entrato in servizio il 17 novembre 1995. Nel febbraio 1997 il GE90-92B è stato il primo motore a entrare in servizio sui Boeing 777-200IGW, poi denominati 777-20ER. Nel marzo 1997 British Airways sospese le operazioni ETOPS sull'Atlantico della propria flotta di Boeing 777 a causa della rilevazione di detriti provenienti dai cuscinetti nella gearbox accessori. Questo inconveniente portò General Electric a modificare il disegno della gearbox. A causa dell'elevata spinta prodotta, non necessaria per i primi Boeing 777 in servizio, e del suo peso, superiore a quello dei concorrenti Trent 800 e PW4000, il GE90 ottenne inizialmente una scarsa diffusione e venne rimpiazzato da British Airways con i motori Rolls-Royce sugli ordini successivi.
Nel 2000 il GE90 ha raggiunto la quota di 1 milione di ore di volo, nel luglio 2020 ha superato le 100 milioni di ore di volo e i 2 800 esemplari consegnati.
I primi GE90-115B sono stati acquistati da Japan Airlines nel 2000 insieme a un ordine per diversi Boeing 777-300ER, mentre i primi ad entrare in servizio debuttarono nel maggio 2004 su un Boeing 777-300ER di Air France.

## Caratteristiche
Il GE90 è un turbofan ad alto rapporto di bypass a due alberi: l'albero lento collega la turbina di bassa pressione al compressore di bassa pressione e al fan senza riduzioni di velocità, l'albero veloce collega la turbina di alta pressione al compressore di alta pressione. È dotato di un FADEC che regola la portata di carburante, l'incidenza delle Inlet Guide Vanes e monitora attivamente eventuali interferenze tra le palette e i rispettivi case.
Il fan, del diametro di 312 cm sulle prime versioni e di 325 cm sul GE90-115B e derivati, è dotato di 22 palette realizzate in fibra di carbonio rivestite da una protezione in titanio sul bordo di entrata e da un rivestimento in poliuretano sulla superficie concava; sulle prime versioni ciascuna paletta ha una corda media di 485 mm e una massa di 15,15 kg. Le palette del GE90-115B hanno una forma diversa e sono realizzate in una nuova fibra di carbonio. Nelle nuove palette la corda media è di 574 mm e la massa aumenta a 21,18 kg. Il compressore di bassa pressione è a tre o quattro stadi mentre il compressore di alta pressione, derivato da un progetto GE del programma Energy Efficient Engine risalente agli anni '70 e '80, è a dieci o nove stadi con gli statori dei primi 5 stadi ad incidenza variabile, ed è dotato di Inlet Guide Vanes, anch'esse ad incidenza variabile. Il nuovo compressore di alta pressione a 9 stadi e con palette ridisegnate è stato introdotto nel GE90PIP, un aggiornamento del GE90-90B denominato Product Improvement Program.
La camera di combustione è di tipo anulare e doppia, ovvero composta da due camere di combustione concentriche da 30 iniettori ciascuna: durante le operazioni che richiedono poca potenza, come il rullaggio o l'avviamento, solo la camera di combustione esterna è attiva mentre in decollo e in crociera entra in funzione anche la camera di combustione interna. La camera di combustione doppia è stata adottata per ridurre il consumo di combustibile e le emissioni di NOx: rispetto ai turbofan della precedente generazione, le prime versioni del GE90 erano caratterizzate da un consumo di combustibile inferiore del 10%, un'emissione di rumore inferiore di 2 db, di NOx del 35%, di monossido di carbonio del 25% e di idrocarburi incombusti del 60%.
La turbina di alta pressione è a due stadi con palette realizzate in monocristallo, la turbina di bassa pressione è costituita da sei stadi.
Il GE90 detiene o ha detenuto i seguenti record:
- massimo valore di spinta mai prodotta da un motore aeronautico pari a 569 kN, ottenuto durante un test di resistenza, superato dal GE9X (597 kN)[9]
- più alta spinta al decollo pari a 513 kN[6]
- maggiore diametro del fan, di 312 cm sulle versioni iniziali e di 325 cm sulle versioni -115B e derivati, superato dal GE9X (3,40 m)[6]
- massimo rapporto di bypass, superato da diversi turbofan di ultima generazione tra i quali rientra il GE9X[6]
- massimo rapporto di compressione globale, pari a 40 sulle versioni iniziali e 42 sul -115B e derivati[6]
- prima applicazione di palette in materiale composito su un motore civile[6]
- prima applicazione di una camera di combustione doppia in ambito civile[6]
- massimo tempo di volo con un solo motore operativo, conseguito durante un volo di certificazione ETOPS tra Seattle e Taiwan e pari a 330 minuti[9]

## Varianti
- GE90-75B: versione originale da 331,3 kN di spinta al decollo il cui sviluppo è stato annullato nel 1995 senza nessun esemplare prodotto
- GE90-76B: versione base
- GE90-77B: analogo al GE90-76B ma con migliorie al flusso d'aria che attraversa le turbine e incremento di spinta
- GE90-85B: analogo al GE90-76B con spinta aumentata, utilizzato sui Boeing 777-200 e 777-200ER
- GE90-90B: analogo al GE90-77B con spinta superiore; può essere potenziato con il GE90PIP (Product Improvement Program) che comprende un nuovo compressore di alta pressione a 9 stadi e nuove palette più efficienti, miglioramenti al sistema di controllo delle interferenze tra palette della turbina e il suo alloggiamento e riduzione dello spazio tra palette e alloggiamento della turbina di bassa pressione[1]
- GE90-92B: versione con miglioramenti alle turbine, fuori produzione e priva di certificazione da giugno 2000
- GE90-94B: analogo al GE90-90B con aerodinamica del compressore di alta pressione modificata
- GE90-110B1: versione depotenziata del GE90-115B
- GE90-113B: versione depotenziata del GE90-115B
- GE90-115B: versione con fan modificato e dal diametro maggiore, uno stadio in più nel compressore di bassa pressione e compressore di alta pressione derivato da quello del GE90PIP, turbina di alta e bassa pressione con palette modificate, velocità di rotazione degli alberi e limiti di temperatura superiori

| Caratteristiche                 | GE90-76B                       | GE90-77B                       | GE90-85B                        | GE90-90B                        | GE90-92B                       | GE90-94B                        | GE90-110B1                    | GE90-113B                     | GE90-115B                     |
| ------------------------------- | ------------------------------ | ------------------------------ | ------------------------------- | ------------------------------- | ------------------------------ | ------------------------------- | ----------------------------- | ----------------------------- | ----------------------------- |
| Compressore                     | 1 fan, 3 stadi LP, 10 stadi HP | 1 fan, 3 stadi LP, 10 stadi HP | 1 fan, 3 stadi LP, 10 stadi HP  | 1 fan, 3 stadi LP, 10 stadi HP  | 1 fan, 3 stadi LP, 10 stadi HP | 1 fan, 3 stadi LP, 10 stadi HP  | 1 fan, 4 stadi LP, 9 stadi HP | 1 fan, 4 stadi LP, 9 stadi HP | 1 fan, 4 stadi LP, 9 stadi HP |
| Turbina                         | 2 stadi HP, 6 stadi LP         | 2 stadi HP, 6 stadi LP         | 2 stadi HP, 6 stadi LP          | 2 stadi HP, 6 stadi LP          | 2 stadi HP, 6 stadi LP         | 2 stadi HP, 6 stadi LP          | 2 stadi HP, 6 stadi LP        | 2 stadi HP, 6 stadi LP        | 2 stadi HP, 6 stadi LP        |
| Diametro del fan                | 312 cm                         | 312 cm                         | 312 cm                          | 312 cm                          | 312 cm                         | 312 cm                          | 325 cm                        | 325 cm                        | 325 cm                        |
| Peso a vuoto                    | 7 892 kg                       | 7 892 kg                       | 7 892 kg                        | 7 892 kg                        | 7 892 kg                       | 7 892 kg                        | 8 761 kg                      | 8 761 kg                      | 8 761 kg                      |
| Spinta al decollo               | 360,6 kN                       | 363,4 kN                       | 395,3 kN                        | 418,1 kN                        | 426,7 kN                       | 432,8 kN                        | 492,7 kN                      | 505 kN                        | 513,9 kN                      |
| Rapporto di bypass              | 8,4                            | 8,4                            | 8,4                             | 8,4                             | 8,3                            | 8,7                             | 9                             | 9                             | 9                             |
| Rapporto di compressione totale | 40                             | 40                             | 40                              | 40                              | 40                             | 40                              | 42                            | 42                            | 42                            |
| Rapporto spinta/peso            | 45,7 N/kg                      | 46 N/kg                        | 50,1 N/kg                       | 53 N/kg                         | 54,1 N/kg                      | 54,8 N/kg                       | 56,2 N/kg                     | 57,6 N/kg                     | 58,7 N/kg                     |
| Data di certificazione FAA      | 2 febbraio 1995                | 2 luglio 1996                  | 2 febbraio 1995                 | 2 luglio 1996                   | 20 luglio 1996                 | 9 giugno 2000                   | 30 luglio 2003                | 30 luglio 2003                | 30 luglio 2003                |
| Applicazioni                    | Boeing 777-200                 | Boeing 777-200                 | Boeing 777-200 Boeing 777-200ER | Boeing 777-200 Boeing 777-200ER | Boeing 777-200ER               | Boeing 777-200 Boeing 777-200ER | Boeing 777-200LR Boeing 777F  | -                             | Boeing 777-300ER Boeing 777F  |